# Huergas de Babia
Huergas de Babia  (Güergas en leonés) es una localidad española perteneciente al municipio de Cabrillanes, en la provincia de León, comunidad autónoma de Castilla y León.

## Geografía

### Ubicación
| Noroeste: La Riera de Babia | Norte: Torre de Babia | Noreste: Robledo de Babia |
| Oeste: San Félix de Arce    |                       | Este: Riolago             |
| Suroeste Mena de Babia      | Sur: Riolago          | Sureste: Riolago          |

## Demografía
Evolución de la población
| Gráfica de evolución demográfica de Huergas de Babia entre 2000 y 2016 |
|                                                                        |
| Población de derecho (2000-2016) según el padrón municipal del INE     |